# Епоксидна смола
Епоксидната смола е олигомер от епоксидната група, който под въздействието на втвърдител може да образува съединени полимери. Най-разпространените епоксидни смоли са продукти на поликондензация на епихлорохидрин с феноли (предимно с бисфенол A).
Реакцията на епоксидна смола с полифункционален втвърдител образува реактопласт, често с благоприятни механични свойства и висока топлинна и химична устойчивост. Епоксидните смоли имат широко приложение: метални покрития, употреба в електронни/електрически компоненти, електрически изолатори за високо напрежение, производство на бояджийски четки и лепила.

## Свойства
Епоксидните смоли са устойчиви към въздействието на халогените, някои киселини (към силно окисляващите киселини са слабо устойчиви) и основи. Имат висока адхезия към метали. В зависимост от производителя и марката, епоксидната смола може да изглежда като прозрачна течност с жълто-оранжев цвят, напомняща мед, или като кафява твърда маса, приличаща на катран. Течната смола може да има най-различен цвят – от бял и прозрачен до виненочервен.
Чистата, немодифицирана смола има следните свойства:
- модул на еластичност: {\displaystyle E\approx 3000-4500{\frac {\rm {N}}{\rm {{mm}^{2}}}}};
- якост на опън: {\displaystyle R\approx 80{\frac {\rm {N}}{\rm {{mm}^{2}}}}};
- плътност: {\displaystyle \rho \approx 1{,}2{\frac {\rm {g}}{\rm {{cm}^{3}}}}}.

Макар при втвърдяване по правилна технология епоксидната смола да се счита за абсолютно безвредна при нормални условия, употребата ѝ е силно ограничена, тъй като по време на втвърдяване в промишлени условия определено количество золна фракция остава в смолата под формата на разтворим остатък. Тя може да причини сериозни здравословни щети, ако се измие с разтворители и попадне в тялото. Когато не се втвърдени, епоксидните смоли са доста токсични и могат също да бъдат вредни.

## Получаване
За пръв път епоксидна смола на базата на бисфенол A е получена от швейцарския химик Пиер Кастан през 1936 г.
Епоксидната смола се получава чрез поликондензация на епихлорохидрин с различни органични съединения:
Ценни видове епоксидни смоли се получават чрез каталитично окисляване на ненаситени съединения. Например, циклоалифатни смоли се получават по този начин и са ценни с това, че съвсем не съдържат хидроксилни групи, поради което са високо водоустойчиви и устойчиви към електрическа дъга.
За практическата употреба на епоксидните смоли е нужен втвърдител.. Той може да бъде полифункционален амин или анхидрид. Използват се и катализатори за втвърдяване – Люисова киселина или третични амини. След смесването ѝ с втвърдител, епоксидната смола може да се оформи в твърдо и неразтворимо състояние.